# Arne Christiansen (Sprecher)
Arne Christiansen (* in Rendsburg) ist ein kanadischer Synchronsprecher und Übersetzer.

## Leben
Christiansen wurde in Rendsburg, Deutschland geboren. Mit acht Jahren wanderte seine Familie nach Edmonton in Kanada aus.

## Wirken
Der deutsche Cartoonist und Comiczeichner Ralph Ruthe wurde 2012 auf Christiansen aufmerksam, als er das Video Never Gonna Give You Up (Acapella Version), eine Parodie auf Never Gonna Give You Up von Rick Astley, von Christiansen, mit dem Pseudonym Sugartalker, sah. Daraufhin schrieb Ruthe Christiansen via Facebook an, daraufhin wurde Christiansen der Übersetzer und Sprecher für die Clips von Ruthe, die von Falk Hühne animiert werden, dabei werden die Lippenbewegungen der englischen Sprachfassung angepasst.